# Licença

Licença da Arábia Saudita

Licença (em latim: licentĭa) significa liberdade, permissões. Em direito é o fato de uma informação poder ser distribuída, conforme as leis que a regem. É um termo muito usado e difundido no ramo de Softwares, programas para computadores, em que se determina qual estação (terminal) deverá obter a licença para uso deste determinado software em questão social.
Proprietário dos direitos sobre o objeto pode conceder autorização de uso respeitando os termos de "propriedade intelectual" para fazer algo (como usar uma cópia do software ou uma invenção patenteada) sem medo de uma reivindicação de infração de propriedade intelectual trazido pelo dono da licença.
Uma licença de uso de uma propriedade intelectual tem comumente vários componentes referentes à localização de uso, renovação, como também outras limitações que possam ser necessárias pelo proprietário.
- Tempo: muitas licenças são válidas por um período limitado. Isto protege o proprietário caso o valor da licença venha a aumentar por condições do mercado.
- Território: uma licença pode limitar a região onde pode ser usada. Por exemplo, uma licença com um território limitado a " América do Norte" pode não permitir o uso da licença em países como Japão.
- Forma: limitando o que pode ser feito com o objeto da licença, o que pode ser produzido, derivações, etc.

Por meio do licenciamento, o titular de um direito de propriedade industrial pode permitir que terceiros explorem economicamente sua propriedade. A grande diferença entre o licenciamento e a cessão, reside no fato de que ao licenciar o autor mantém a titularidade sobre os direitos.
Ainda que o licenciamento seja mais comum nos casos de propriedade industrial de marcas e patentes, principalmente no setor biotecnologia, ele também pode acontecer no campo dos direitos autorais, por exemplo quando um autor permite que sua composição seja utilizada como trilha sonora de novelas, em comerciais e demais produções e em contrapartida recebe royalties por cada reprodução ou exibição.
Existem diferentes tipos de licenciamento, e por consequência, diferentes licenças:
- Licença Exclusiva: Nesta licença o titular concede a um terceiro o direito ao uso exclusivo da sua propriedade, excluindo o uso de todos os outros, incluindo o próprio titular dos direitos.
- Licença Não Exclusiva: Diferente da licença exclusiva, o titular concede a um terceiro o uso da sua propriedade, porém aqui não há a necessidade de exclusividade, pelo contrário é comum que existam mais de um licenciados.
- Licença Compulsória: Em situações nas quais o interesse público está envolvido, o titular do direito pode ser obrigado a licenciar sua propriedade compulsoriamente, essa conjuntura é prevista em leis de propriedade intelectual. Esse tipo de licença está sujeita a condições específicas que justifiquem o fator compulsório e pode envolver o pagamento de royalties.
- Licença Cross-License: Através dessa licença, titulares concordam em licenciar suas respectivas propriedades intelectuais umas para as outras. É usual para projetos colaborativos nos quais diferentes empresas de tecnologia trabalham no mesmo projeto.
- Licença Gratuita: Como o próprio nome já diz, nessa modalidade o titular permite que sua criação seja utilizada sem uma contrapartida financeira. O titular pode tomar essa decisão por motivos estratégicos, filantrópicos ou demais razões.[3]
- Licenças Creative Commons: Licenças voluntárias amplamente conhecidas que permitem a autores compartilhar seus trabalhos e sinalizar qual a licença de sua obra, desde licenças mais abertas (que permitem vários usos), até as mais fechadas (que permitem poucos usos).[2]